# Мотоцикл
Мотоцикл (говорно мотор) путничко је возило с два точка, које се покреће мотором. Намењен је углавном превозу једне (или две) особе. Возач на њему седи, по правилу, обухватајући шасију ногама.
Мотоцикл обично има два точка, а ако му маса није већа од 400 kg може имати и три точка. Може имати и бочну приколицу.

## Типови
Постоје три главна типа мотора: друмски, оф-роуд, и тип двоструке намене. Поред ових типова постоје још много подтипова мотоцикла за различите намене. Често постоји и тркачки спорт сваког типа мотора, као што су друмске трке и друмски мотори, или мотокрос и брдски мотоцикли.
Друмски мотоцикли укључују путничке, спортске, скутере, мопеде и многе друге типове.
Оф-роад мотоцикли укључују многе типове дизајниране за вожњу ван друма као што је мотокрос и они нису легални за вожњу по друму у многим деловима.
Мотори двоструке намене су креирани да могу ићи ван пута али легални су и за друмску вожњу.

## Историја

### Прве компаније мотоцикла
Године 1894. Хилдебранд и Волфмулер постаје прва серијска производња мотоцикла.
Excelsior Motor Company, првенствено компанија за производњу бицикла основана у Coventry, England, је отпочела производњу свог првог модела мотоцикла 1896.

### Први светски рат
За време Првог светског рата, производња мотоцикла је у великој мери појачана за ратне напоре за снабдевање ефективне комуникације са линијама фронта војника. Гласници на коњима су замењени са возачима на мотоциклима који носе поруке, који обављају извиђања и делују као војне полиције. Америчка компанија Harley Davidson је посветила преко 50% своје фабричке производње према војном уговору до краја рата. Британска компанија Triumph мотори продали су више од 30.000 својих Triumph Тип Х модела савезничким снагама током рата. Са задњим точком који је управљан појасом, Модел Х је опремљен са 499cc ваздушним хлађењем четворотактни један-цилиндрични мотор. То је такође био први Triumph без педала. Модел Х многи сматрају да је био први модеран мотоцикл. Представљен је 1915. године са бочним вентилом четворотактни мотор 550cc са три брзина и каиш мењачем. Био је толико популаран да је добио надимак верни Triumph.

### После рата
До 1920, Harley Davidson је био највећи произвођач, и њихови мотори су се продавали од стране продаваца у 67 земаља. Од касних 1920-их и почетком 1930—их година, ДКВ у Немачкој постаје највећи произвођач.
Године 1950, поједностављеност је почео да игра све већу улогу у развоју тркачких мотоцикала и пружи могућност радикалних промена у мото дизајну. НСУ и Moto Guzzi били у претходници овог развоја. НСУ је произвео најнапреднији дизајн, али након смрти четири НСУ возача у сезони 1954-1956, они су зауставили даљи развој и отказали Grand Prix мото трке.
Moto Guzzi производи конкурентне тркачке машине, и 1957. године скоро све Grand Prix трке су биле освојене аеродинамичним машинама.
Од 1960 до 1990, мали двотактни мотори су били популарни у свету, делом као резултат Источне Немачке.

### Данас
У 21. веку, индустрија мотора је углавном доминирала од стране кинеске мото индустрије и јапанске мото компаније. Поред велико капацитетних мотоцикала, постоји велико тржиште мање капацитетних (мање од 300cc) мотоцикала, углавном концентрисане у азијским и афричким земљама и произведени у Кини и Индији. Јапански пример је Honda Super Cub 1958, који је постао најпродаваније возило свих времена, са 60 милиона јединица произведених у априлу 2008. године. Данас, овом облашћу доминирају углавном индијске компаније са Hero MotoCorp у настајању као светски највећи произвођач двоточкаша. Њихов најсјајнији модел је продат у више од 8,5 милиона примерака до данас. Други велики произвођачи су Bajaj и TVS motors.

## Технички аспекти

### Конструкција
Конструкција мотоцикла је инжењеринг, производња, и монтажа компоненти и система за мотоцикл, што даје резултате у перформансама, трошковима. Уз неке изузетке, изградња модерних мотоцикала је стандардизована на челичним или алуминијумским рамом, телескопске виљушке држе предњи точак и диск кочнице. Бензински мотор обично се састоји од једног до четири цилиндра (и мање уобичајено, све до осам цилиндара) у спрези са ручним пето- или шесто-степеним мењачем.

### Потрошња горива
Потрошња горива за мотоцикле варира од типа мотора и начина вожње. Због ниског "помака" у мотору, и високог односа снаге према маси, мотоцикли су штедљиви у потрошњи горива. Од 1950. године у Британији и модерним нацијама у развоју, мотоцикли су битан део трговине возилима.

### Електрични мотори
Веома ниску потрошњу горива цесто можемо приметити код електричних мотора "хибрида". Електрични мотори су изузетно тихи. Домет снаге и максимална брзина су ограничени због технологије батеријом која покреће сам мотор. Тренутно су у развоју такозвани "петролеум-електрична" возила, како би се проширио домет и побољшале перформансе електричних возила, и њиховог управљачког система.

### Поузданост
Анкета из 2013. године, у САД је прикупила податке од 4680 мотоцикала купљених нових од 2009. до 2012. године. Најчешћи проблеми су били кочиони систем, електроника, са акцентом на паљењу мотора, односно "алтернатору". Такође резултати су показали да ови мотоцикли нису најпогоднији за дуже путеве. На крају истраживања, дошло се до закључка да се проблеми са кочионим системом дешавају због мањка провере делова који се у њему састоје, односно људски фактор је у питању. Из пет марки мотоцикала од којих је за анкету прикупљено довољно података, Хонда, Kawasaki и Yamaha су статистички били изједначени, са 11 до 14% од наведених из анкете су били суочени са озбиљним поправкама. Harley-Davidson је имао просек од 24%, док је BMW био лошији, са 30% од њих који су захтевали озбиљну поправку. Није било довољно из марке Triumph и Сузуки мотоцикала за јасан закључак, иако се чини да је Сузуки поуздан као и остале три јапанске марке, док је Triumph могао да се пореди са Harley-Davidson и BMW. Три четвртине поправки су коштале мање од 200 долара, и две трећине је поправљено за мање од два дана. Упркос лошијој поузданости у анкети, власници Harley-Davidson и BMW су изјаснили задовољство, и три четвртине од њих су рекли да би поново купили исти мотоцикл, а исто су рекли 72 процента власника Хонда мотоцикала и 62 процента власника Kawasaki и Yamaha.

### Динамика
Различити типови мотоцикала имају различиту динамику и она има важну улогу у томе како ће се мотоциклом управљати у неким условима. На пример, мотоцикл са дужим међуосовинским растојањем даје осећај боље стабилности, односно мање ће реаговати на поремећаје. Возач ће осетити мање покрете на ручкама, и због тога, боље управљати мотоциклом, имаће већи утицај на управљање. Мотоцикли морају бити нагети како би извршили скретање. То захтева много вежбе и може бити збуњујуће за почетнике, као и за оне са више искуства. Мотоцикли са краћим међуосовинским растојањем могу да остваре довољно обртног момента на задњи точак, и довољно силе за заустављање на предњи точак, да подигну супротан точак од површине по којој се крећу.

### Прибор
Разне врсте прибора се могу користити за мотоцикл, било да су оригиналне(фабричке), или резервни делови. Користе се да побољшају перформансе мотоцикла, безбедност, естетику, удобност и слично. У то спадају неки електронски уређаји, или приколице за мотоцикл.

## Сигурност
Два главна узрока мото несрећа у Сједињеним Америчким Државама су: гурање мотоциклисте или окретање испред мотоциклиста и кршења њихових права пролаза.
Велика Британија има неколико организација посвећених побољшању безбедности мотоциклиста пружајући напредну обуку возача ван онога што је неопходно за основни тест за дозволу. Упоредо са повећањем личну безбедност

## Положај мотоциклиста
Положај вожње мотоциклисте зависи од телесне геометрије возача (антропометрија) у комбинацији са геометријом самог мотоцикла. Ови фактори стварају три основна положаја.
- Спорт - возач се нагиње напред према ветру и тежина горњег дела тела је подржана од стране возача језгром при малој брзини и ваздушним притиском на великим брзинама (нпр 80 км/ч). Футпегс су испод возача или позади. Смањена фронтална област смањује отпор ваздуха и омогућава веће брзине. При ниским брзинама ово место баца тежину возача на рукама.
- Стандард - возач седи усправно или се нагиње напред благо. Ноге су испод возача. То су мотори који нису специјализовани за један задатак, тако да се они не истичу у било којој области. Стандардни положај тела се користи за путовања као и за вожњу ван друма и дуал-спортске бицикле, а може да понуди предности за почетнике.
- Крстарица - возач седи на нижој висини седишта са горњим делом тела усправно или се нагиње мало уназад. Ноге су исправљене напред, понекад ван домашаја редовних контрола. Ниска висина седишта може бити разматрање за нове или кратке возаче. Управљачи имају тенденцију да буду високо и широко.

## Законске дефиниције и ограничења
Мотоцикл је широко дефинисан законом у већини земаља за потребе регистрације, опорезивања и лиценцирање возача. Већина земаља се разлику између мопеда од 49cc и снажнијим, већа возила (скутери се не рачунају као посебна категорија). Многе надлежности обухватају неке облике аутомобила на три точка као моторе.